# おっととっと夏だぜ!
「おっととっと夏だぜ!」（おっととっとなつだぜ!）は、EE JUMPの3枚目のシングル。2001年5月16日発売。

## 概要
- 初回特典としてプロモーションビデオが収録されたVHSが付属。
- フジテレビ系「HEY!HEY!HEY! MUSIC CHAMP」エンディングテーマソング。
- 初のオリコンシングルチャートトップ10入りを果たし、グループ最大のヒット曲となった。
- 桑田佳祐のシングル「波乗りジョニー」のスポットCMにおいて、本作とのコラボレーションが展開された。街頭で「夏に聞きたい曲と言えば？」とインタビューされ、ほとんどが「波乗りジョニー」と答えるが、最後に出てくる桑田のみが「おっととっと夏だぜ!」と答えるというものである。本作の歌詞中にも「やっぱ海にはサザンが似合う」という歌詞があり、プロモーションビデオにはユウキがニセ桑田佳祐に扮して登場している。次作のシングルである「イキナリズム!」の歌詞中にも「桑田さんどもありがと～」という一節が入っている。

## 収録曲
1. おっととっと夏だぜ! (4:33)
（作詞・作曲：つんく　編曲：小西貴雄）
2. HEY! Mr.Sunshine (4:58)
（作詞・作曲：つんく　編曲：渡辺貴浩）
3. おっととっと夏だぜ!（Instrumental） (4:33)
4. HELLO! 新しい私（Remix） (4:50)
（編曲：CRYZO）